# Nicholas Kaldor
Nicholas Kaldor est un économiste britannique, né le 12 mai 1908 à Budapest (Hongrie) et décédé le 30 septembre 1986 à Papworth Everard dans le Cambridgeshire (Royaume-Uni). Il est l'un des principaux auteurs du courant post-keynésien, théoricien des cycles économiques et conseiller de plusieurs gouvernements travaillistes au Royaume-Uni et dans d'autres pays. Polémiste de talent, il se distingue également par sa critique virulente de la synthèse néoclassique, puis de la « contre-révolution » monétariste et de son application au Royaume-Uni sous les gouvernements de Margaret Thatcher.

## Biographie
Nicholas Kaldor naît à Budapest le 12 mai 1908, issus d'une famille d'avocats hongrois, Julius et Joan Kaldor. Étudiant en économie à l'Université de Berlin de 1925 à 1926, il rejoint ensuite la London School of Economics, où il suit les cours d'Allyn Young et de Lionel Robbins et fréquente John Hicks. Diplômé en 1930, il devient assistant à la London School of Economics dès 1932, et y enseigne jusqu'en 1947.
Nicholas Kaldor est dans un premier temps un économiste néoclassique, disciple de Friedrich Hayek dont il traduit plusieurs ouvrages. Il se rapproche cependant progressivement de John Maynard Keynes et participe à l'élaboration de la Théorie Générale dans le cadre du Cambridge Circus, cercle d'économistes assistant Keynes dans la réalisation de ses travaux. Sur la demande de ce dernier, il publie une critique des thèses de Friedrich Hayek sur la récurrence des crises, alors que l'école autrichienne d'économie constitue à cette époque un des principaux pôles de résistance au keynésianisme ascendant. 
Pendant la Seconde Guerre mondiale, il est membre de la commission William Beveridge, à l'origine des rapports de 1942 et de 1944 qui donneront naissance au système national de sécurité sociale britannique, après la victoire du parti travailliste et de Clement Attlee aux élections de juillet 1945. Il devient membre du  King's College, à Cambridge en 1949, où il enseignera de 1966 à 1975. Il y devient avec Joan Robinson l'un des animateurs du post-keynésianisme, cherche à étendre l'analyse keynésienne à l'étude des cycles économiques et à lui donner de nouveaux fondements micro-économiques. Nicholas Kaldor  estime en effet que Keynes était resté prisonnier d'une vision marshalienne de la répartition, fondée sur la productivité marginale des facteurs. Dans les années 1950 et 1960, il prend une part importante aux débats virulents  qui opposent les économistes keynésiens sous le nom de « guerre des deux Cambridge ». Il polémique avec les économistes de la synthèse néoclassique (notamment Paul Samuelson et Robert Solow) à qui il reproche d'appauvrir l'héritage keynésien en l'intégrant dans un cadre néoclassique.
Nicholas Kaldor est conseiller du chancelier de l'Échiquier sous deux gouvernements travaillistes, de 1964 à 1968 et de 1974 à 1976. Il conseille également plusieurs gouvernements de pays du Tiers-monde dans les années 1960-1970. Il est nommé pair à vie en 1974 avec le titre de « Baron Kaldor of Newnham in the City of Cambridge ».
Face à la montée des idées monétaristes dans les années 1970, il publie plusieurs articles et ouvrages contre ce courant, dont le plus célèbre est The Scourge of Monetarism, paru en 1985. Il est également très critique vis-à-vis des politiques libérales mises en œuvre par les différents gouvernements de Margaret Thatcher à partir de 1979. Il meurt à Papworth Everard, dans le Cambridgeshire, le 30 septembre 1986. Le Times salue dans sa mort celle du « dernier des grands keynésiens ».

## Travaux

### Critique de Hayek
Dans Professor Hayek and the Concertina Effect (1942), Nicholas Kaldor critique la contradiction qui réside selon lui dans l'explication des crises formulée par Friedrich Hayek, entre deux de ses ouvrages : Prices and Production  (1931) et Profits, Interest and Investment (1939). Dans le premier les crises sont expliquées par l'éloignement du taux d'intérêt réel du taux d'équilibre égalant épargne et investissement (théorie influencée par le Suédois Knut Wicksell), dans le second elles sont le produit de l'écart entre les industries produisant des biens de consommation et celles produisant des biens intermédiaires.

### Carré magique
Les expériences de Kaldor en tant que conseiller économique, au Royaume-Uni comme en France, lui ont permis de réfléchir aux objectifs de la politique économique. Un représentation schématique des grandes variables économiques lui est injustement attribuée sous la forme du carré magique de Kaldor(niveau des prix, marché du travail, etc.),

### Controverse avec les«keynésiens de la synthèse»
Il prend l'idée de diviser la société en 2 groupes : 
Le taux de consommation est différent pour les deux groupes. 
- les capitalistes (P) 

- les salariés (W).

Ainsi, Y = Yw+Yp et C = Cw+Cp (avec Y le revenu et C la consommation).
Ces ménages ont des pratiques de consommation keynésiennes : en se plaçant en courte période, on a une représentation linéaire : 

Cp = cp*Yp 

Cw = cw*Yw

avec 0<cp<cw<1.
c = C/Y = (Cp+Cw) / (Yp+Yw) = (cpYp + cw*Yw) / (Yp+Yw)

c = (cp*Yp / (Yp+Yw)) + (cw*Yw / (Yp+Yw))

c = α*cp + (1-α)cw
Cette équation justifie les politiques de transferts sociaux que les gouvernements keynésiens vont faire. En effet, en prenant aux capitalistes (aisés) pour redonner aux salariés (pauvres), on va augmenter la propension marginale à consommer de l'économie (plus α est faible, plus cw est grand avec cw>cp).

### La théorie de la répartition de Nicholas Kaldor
Nicholas Kaldor propose deux modèles théoriques de la répartition : 
Tout d'abord, lorsqu'il élabore le modèle agent public-agent privé, il pose un cadre théorique de la stimulation de l’investissement public. Le mécanisme avancé est le suivant : le financement de l’investissement public est assuré par un déficit public monétisé (seigneuriage) qui génère de l’inflation. Se met alors en place une « taxe d’inflation », car il y a taxation indirecte d’une partie du patrimoine des agents privés à destination de l’État. La réduction de l’épargne privée est alors supposée compensée par une hausse de l’épargne publique, plus efficace, puisque investie en totalité. 
En d'autres termes, le déficit public est censé stimuler une politique monétaire expansive qui peut être potentiellement  permanente, car elle génère de l’inflation, qui, dans cette optique est bénéfique pour ses effets redistributifs, du fait de l’augmentation du niveau moyen de la propension marginale à épargner et du changement de répartition dans l’épargne au bénéfice de l’État.
Par la suite Nicholas Kaldor propose un modèle de répartition à peu près similaire, mais se concentre cette fois sur le secteur privé dont il distingue deux catégories d'acteurs : les « capitalistes », détenteurs des forces de production et les « travailleurs » . La « taxe d’inflation » (générée par le seigneuriage) est souhaitable car elle profite aux « capitalistes » et ce, au détriment des « travailleurs », puisqu'elle abaisse le coût réel du travail. Or, en se basant sur les travaux et analyses de John Maynard Keynes on sait que les « capitalistes » ont une propension  à épargner nettement plus importante que les « travailleurs », par conséquent, grâce à la « taxe d’inflation » le financement de l'investissement privé se trouve renforcé, ce qui stimule, à terme, la croissance économique. Etant lui-même marqué à gauche de l'échiquier politique britannique, il est probable que ce résultat théorique sert à justifier uniquement des chocs d'inflation temporaires afin de stimuler un déficit d'investissement privé. Paradoxalement cela le rapproche de l'économiste de la Nouvelle Economie Classique, Robert Lucas, pour qui seules les surprises d'inflation peuvent stimuler l'activité économique (pour des raisons liées a des décalages d’anticipations cette fois et avec des conséquences purement transitoires, contrairement au modèle de Kaldor qui peut aboutir à des effets permanents).

### L'explication des cycles
Spéculation
Kaldor en 1939 dans un article (spéculation et stabilité économique) considère comme spéculative, une opération d’achat en vue d’une revente qui n’est motivée que par l’anticipation d’un changement de prix. 